# 布伦海姆 (南卡罗来纳州)
布伦海姆（英語：Blenheim），是美国南卡罗来纳州下属的一座城市。城市类型是“Town”。其面积大约为0.65平方英里（1.69平方公里）。根据2010年美国人口普查，该市有人口154人，人口密度约为每平方英里235.83人（约合每平方公里91.06人）。